# Fülöp orléans-i herceg (1674–1723)
Philippe Charles d’Orléans (Saint-Cloud, Franciaország, 1674. augusztus 2. – Versailles, Franciaország, 1723. december 2.), a Bourbon-ház orléans-i ágából származó francia királyi herceg, hadvezér és államférfi, születése jogán Chartres hercege, majd apja jogán Orléans hercege. Unokaöccse, XV. Lajos francia király kiskorúsága idején, 1715 és 1723 között Franciaország régense, majd 1723 augusztusától azon év decemberében bekövetkezett haláláig az ország főminisztere. Kormányzósága idejéről a Régens (franciául: le Régent) ragadványnévvel illetik.
A herceg Fülöp orléans-i herceg és második feleségének, Pfalzi Erzsébet Saroltának egyetlen felnőttkort megélt fia volt, XIV. Lajos francia király unokaöccse. 1692-ben vette feleségül nagybátyja, a király Madame de Montespan márkinétól származó törvényesített leányát, Mademoiselle de Blois-t. De facto uralkodásának időszakát régence néven említik (1715–1723). Régenssége 1723 februárjában, XV. Lajos nagykorúvá válásával ért véget, majd Orléans hercege 1723. december 2-án negyvenkilenc éves korában hunyt el.

## Élete

### Származása
Fülöp herceg a Saint-Cloud hercegi kastélyban született 1674-ben. Édesapja (I.) Fülöp orléans-i herceg (1640–1701) volt, a Monsieur, XIV. Lajos király (1638–1715) öccse, XIII. Lajos francia király (1601–1643) és Ausztriai Anna spanyol infánsnő (1601–1666) második fia, IV. Henrik király unokája. Édesanyja a Wittelsbach-házból való Erzsébet Sarolta pfalzi hercegnő (Liselotte von der Pfalz, 1652–1722) volt, I. Károly pfalzi választófejedelem (1617–1680) és Sarolta hessen-kasseli tartománygrófnő (1627–1686) leánya, Orléans-i (I.) Fülöp második felesége. Szülei házasságából három testvér született:
- Sándor Lajos (Alexandre-Louis), Valois hercege (1673–1676), kisgyermekként meghalt.
- Fülöp (1674–1723), Chartres, majd Orléans hercege.
- Erzsébet Sarolta (1676–1744), Chartres kisasszonya, aki Lipót Józsefhez (1679–1729), Lotaringia és Bar hercegéhez ment férjhez, az ő fia lett I. (Lotaringiai) Ferenc német-római császár. Őt tekintik a Habsburg–Lotaringiai-ház egyik ősanyjának.

Fülöp féltestvérei apjának első házasságából, amelyet korán elhunyt unokanővérével, Stuart Henrietta Anna angol királyi hercegnővel (1644–1670), a kivégzett I. Károly angol király leányával, IV. Henrik király egy másik unokájával kötött:
- Mária Lujza (1662–1689), aki az utolsó Habsburg-házi spanyol király, II. Károly felesége lett.
- Fülöp Károly királyi herceg, Valois hercege (1664–1666), kisgyermekként meghalt.
- Anna Mária (1669–1728), aki 1684-ben II. Viktor Amadé savoyai herceghez (1666–1732) ment feleségül. Férje 1730-tól II. Viktor Amadé néven szárd–piemonti király lett. Anyja révén Anna Mária királynét és utódait a brit jakobiták az Egyesült Királyság és Írország jogos trónörökösének tekintették.

### Ifjúsága
Idősebb fiútestvéreinek korai halála miatt Fülöp herceg vált az orléans-i hercegi korona várományosává, majd örökösévé. A fegyelmezetlen és csapongó kamasz tanítása először kudarcokat eredményezett. Később maga a király gondoskodott nevelőről. A herceg tanítását 1683-tól a szabados szellemű Guillaume Dubois abbé (1656–1723), a későbbi államférfi irányította. Fülöp anyja, Erzsébet Sarolta hiába kifogásolta Dubois úgymond „züllött” világnézetét, XIV. Lajos ragaszkodott személyéhez. Magát az oktatást a kor kiváló pedagógusa, Nicholas-François Parisot de Saint-Laurent végezte (1687-ig). Tanítóinak keze alatt Fülöp becsvágyó, érdeklődő és szorgalmas tanulóvá érett. Diplomáciai, katonai és hadvezetési ismereteket szerzett. Zeneszerzésre Marc-Antoine Charpentier oktatta.

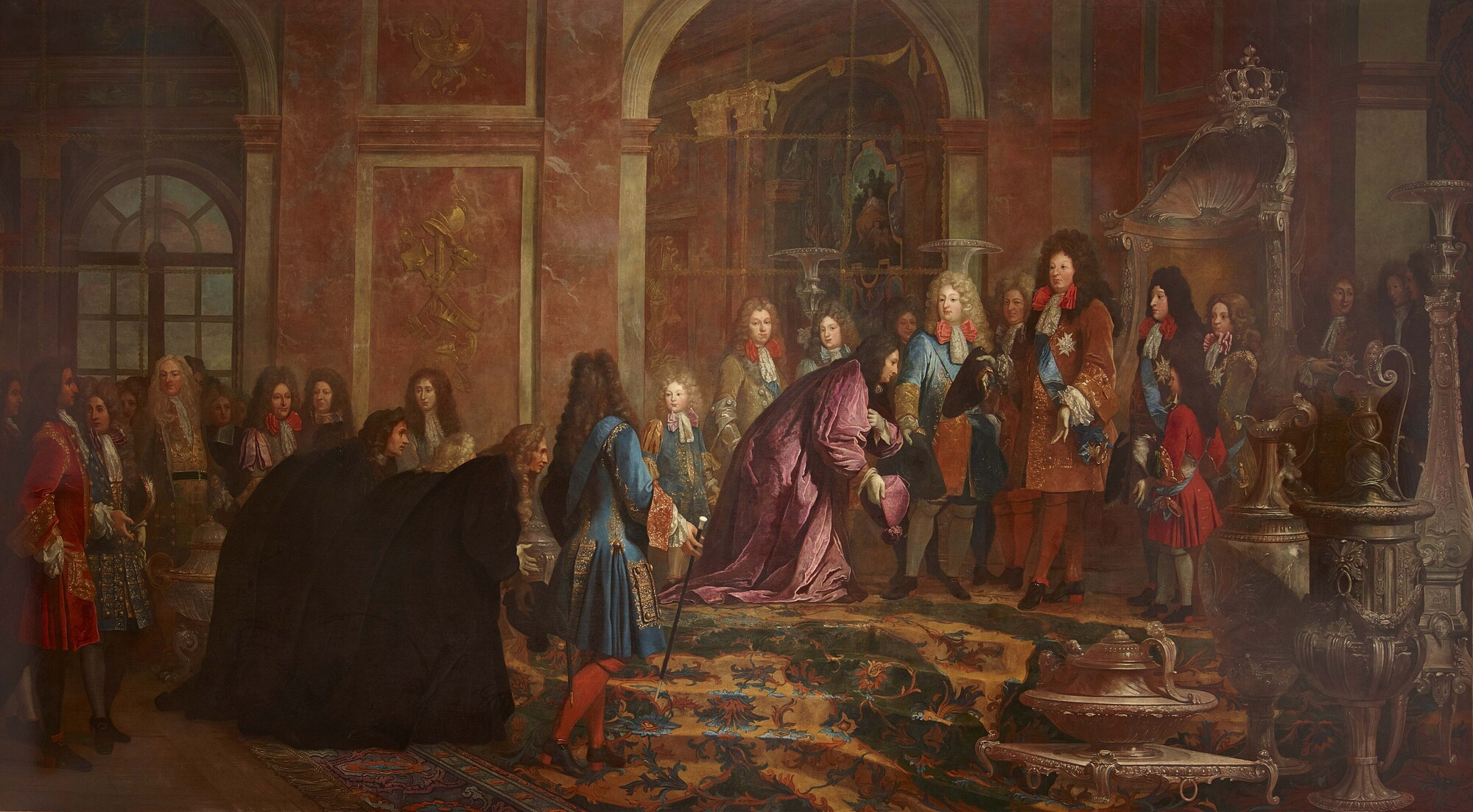
XIV. Lajos fogadja a genovai dózse hódolatát, 1685. május 15-én. A király kíséretében I. Fülöp, Orléans hercege és fia, Chartres hercege. (Claude Guy Hallé festménye)

1685. május 15-én Chartres tízéves hercege először jelent meg, apja kíséretében hivatalos eseményen, Francesco Maria Lercari Imperiale genovai dózse fogadásán a versailles-i kastélyban. 1686. június 2-án a Szentlélek-rend lovagjává avatták, jövendő sógorával, Louis-Auguste de Bourbonnal, Maine hercegével és unokafivéreivel, Louis III de Bourbonnal, Condé hercegével és François Louis de Bourbon-nal, Conti hercegével együtt.
A pfalzi örökösödési háború során Chartres ifjú hercege kitüntette magát Mons 1691-es ostrománál, az 1692-es steinkerque-i (steenkerkei) csatában, az 1693-as neerwindeni csatában és a Namur erődjének birtoklásáért 1692–1695 között folyó harcokban. A pfalzi háború utáni békés években Fülöp herceg természettudományos tanulmányoknak szentelte magát.

### Házassága, családja

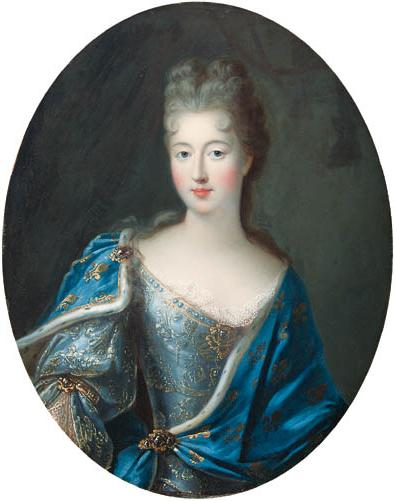
Françoise-Marie de Bourbon, Blois kisasszonya, XIV. Lajos és Montespan márkiné törvényesített leánya, Chartres majd Orléans hercegnéje

Amikor XIV. Lajosnak fia, majd 1682-ben fiúunokája (Lajos, Burgundia hercege) is született, az orléans-i ág trónöröklési esélyei elhalványultak, ezért Chartres hercege számára előnyös házasságot kerestek. XIV. Lajos már 1688-ban közölte öccsével, Orléans-i Fülöppel azon királyi óhaját, hogy Françoise Marie de Bourbont (1677–1749), Blois kisasszonyát, XIV. Lajos házasságon kívüli leányát – akit a király kegyencnője, Françoise Athénaïs de Rochechouart de Mortemart, Montespan márkiné (1640–1707) szült, és akit a király 1673-ban törvényesített –, öccsének egyetlen fiához, az ifjabb Fülöphöz, Chartres hercegéhez kívánja feleségül adni. XIV. Lajos szavai szerint igen megtisztelő az ifjú herceg számára, ha nagybátyja, a király a saját leányának kezét ajánlja fel neki.
A házasságot Fülöp herceg mindkét szülője ellenezte. Apja, a Monsieur, pontosan érzékelte királyi bátyjának alig leplezett szándékát, a Bourbon-ház másodszülötti, orléans-i ágának eltávolítását a trónöröklés bármiféle lehetőségétől. Az Orléans-ház törvényes sarjának hozzákényszerítése az elsőszülötti (azaz a királyi) ág „balkézről való”, alacsonyabb presztízsű tagjához pontosan ezt jelentette. Fülöp anyja, Erzsébet Sarolta pfalzi hercegnő is minden lehetséges módon tiltakozott királyi vérből való hercegi fiának és a – szavai szerint – „kettős házasságtörésből származó fattyúnak” összeboronálása ellen. „Ha vérem hullatásával megakadályozhattam volna fiam házasságát, megtettem volna, de mióta a dolog elvégeztetett, már csak a megbékélést óhajtottam” – írta emlékirataiban.
XIV. Lajos szívósan ösztökélte a házasságot. Dubois bíboros is erre biztatta Chartres hercegét, aki végül engedett a királyi akaratnak. 1692. február 18-án a versailles-i kastélyban megtartották az esküvőt. Az Orléans-ház méltóságán esett sérelmet a király hatalmas összegű hozománnyal orvosolta: kétmillió livre-t adott készpénzben, mesés évjáradékokat biztosított (leányának, Françoise Marie-nak 150 000 livre-t, vejének, Fülöp hercegnek 200 000 livre-t), továbbá nagy mennyiségű drágakövet és értékes ékszert adott nászajándékba. Vőlegény és menyasszony vér szerint egymás első unokatestvérei voltak, de egyikük királyi házasságból, másikuk házasságtörő kapcsolatból született. A boldogtalan, de gazdagon bearanyozott házasságból nyolc gyermek született, hét leány és egyetlen fiú:
- Egy leánygyermek, Valois kisasszonya (1693–1694), csecsemőkorában meghalt.
- Mária Lujza Erzsébet (1695–1719), aki 1710-ben Károlyhoz, Berry hercegéhez (1686–1714), XIV. Lajos harmadik unokájához ment feleségül.
- Lujza Adelheid (1698–1743 (1698–1743), Orléans kisasszonya, Chelles főapátnője, nem ment férjhez.
- Sarolta Aglája (1700–1761), Valois kisasszonya, aki 1720-ban az Este-házból való III. Ferenc modenai herceghez ment feleségül.
- Lajos, Chartres hercege (1703–1752), aki 1723-ban apjától örökölte Orléans hercegének címét (I. Lajos néven). 1724-ben Auguszta Mária Johanna badeni őrgrófnőt (1704–1726), a törökverő Bádeni Lajos őrgróf leányát vette feleségül.
- Lujza Erzsébet (1709–1742), Montpensier kisasszonya, 1722-től I. Lajos spanyol király (1707–1724) felesége, majd özvegye.
- Filippina Erzsébet Sarolta (1714–1734), Beaujolais kisasszonya; Lajos infáns öccsének, Károly infánsnak, Parma hercegének eljegyzett menyasszonya, de házasságát politikai okokból halasztották, míg végül Filippina 19 évesen, hajadonként meghalt.
- Lujza Diána (1716–1736), Chartres kisasszonya, aki 1732-ben Louis François de Bourbonhoz, Conti hercegéhez (1717–1776) ment feleségül.

Egyéb szerelmi viszonyaiból Fülöp hercegnek további, házasságon kívüli gyermekei is születtek, akiknek később magas méltóságokat juttatott:
- Florence Pellegrin operaházi táncosnővel (1660–1716) folytatott viszonyából született Louis Charles de Saint-Albin (1698–1764), Laon püspöke, Cambrai érseke.
- Christine Charlotte Desmares-ral (1682–1753) folytatott viszonyának gyümölcse lett Philippe Angélique de Froissy kisasszony (1702–1786), aki 1718-ban Henri François de Ségur grófhoz ment feleségül.
- Marie Louise Madelaine Victorine Le Bel de La Boissière-hez, Argenton grófkisasszonyához (1684–1747) fűződő viszonyából származott Jean Philippe François d’Orléans (1702–1748), az Hautvillers apátság kegyura.

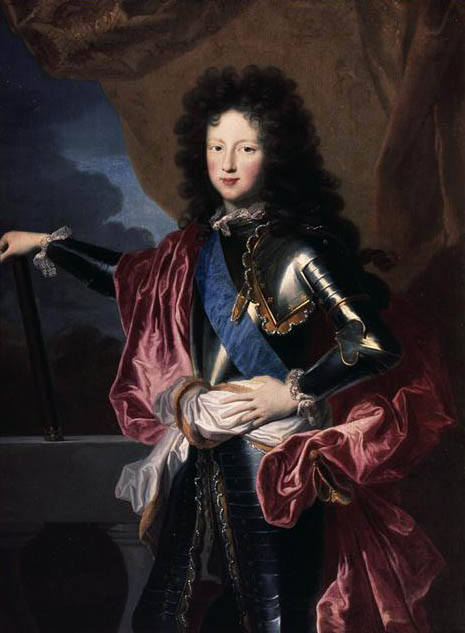
Orléans-i Fülöp 1700 körül
(Hyacinthe Rigaud festménye)

### Orléans hercege
1701-ben édesapja, Orléans-i I. Fülöp, a Monsieur – bátyjával, XIV. Lajos királlyal anyagi és családi ügyekben folytatott dühödt vita után – agyvérzést kapott és meghalt. A 27 éves Fülöp megörökölte Orléans hercegének címét, Anjou, Montpensier, Nemours grófságokat és Joinville hercegségét. Orléans hercegeként – apjától való megkülönböztetésül – a dokumentumokban II. Fülöpnek nevezték.
XIV. Lajos bizonyos felelősséget érzett egyetlen testvérének hirtelen haláláért. Az ifjú orléans-i herceget bizalmáról és támogatásáról biztosította. A spanyol örökösödési háború itáliai hadjáratában magas katonai parancsnoki beosztásokkal bízta meg. Fülöp elismerést szerzett az 1706-os torinói csatában. 1707-ben a spanyolországi fronton része volt az almansai győzelemben és más fontos hadműveletekben, amelyekkel konszolidálták a spanyolországi Bourbon-hatalmat. XIV. Lajos fülébe azonban olyan pletykák jutottak, hogy Orléans-i Fülöp azon mesterkedik, hogyan orozhatná el a spanyol királyi koronát saját unokaöccsétől, Fülöptől, Anjou hercegétől, XIV. Lajos unokájától. Nem tudjuk, hogy a féltékeny és gyanakvó XIV. Lajos hitelt adott-e a híreszteléseknek, Orléans-i Fülöpöt mindenesetre visszahívta a hadvezérségből.
Fülöpnek – abban a korban meghökkentő – nézetei (liberalizmus, ateizmus) miatt sok nézeteltérése támadt nagybátyjával, a királlyal. 1711–1714 között a trón várományosainak sorozatos elhalálozása nyomán a Bourbon királyi ház franciaországi trónöröklése súlyos veszélybe került, a királynak csak egyetlen egyenes ági leszármazottja maradt életben, a legkisebb dédunoka, az 1710-ben született Lajos, Anjou hercege, a későbbi XV. Lajos király.
Az idős XIV. Lajos végrendeletében – az új király kiskorúságának idejére – unokaöccsét, Orléans-i Fülöpöt, a királyi család legidősebb felnőtt tagját jelölte ki a királyság régensévé. A bizalmatlan király megpróbálta korlátozni Fülöp hatalmát, és ugyanebben a végrendeletben a tényleges kormányzati hatalmat egy régenstanácsra ruházta, Fülöp csupán ennek elnöke lett volna. Az ifjú XV. Lajos nevelését a királyi végakarat kivette a régens kezéből, azt Louis Auguste de Bourbonra, Maine hercegére bízta, aki XIV. Lajos és Montespan márkiné legidősebb fia, Françoise Marie de Bourbon bátyja, így balkézről Orléans-i Fülöp sógora volt. A királyi végrendelet XV. Lajos halála esetére saját törvényesített fattyát ruházta fel a trónöröklés jogával, megelőzve az Orléans-ház tagjait.

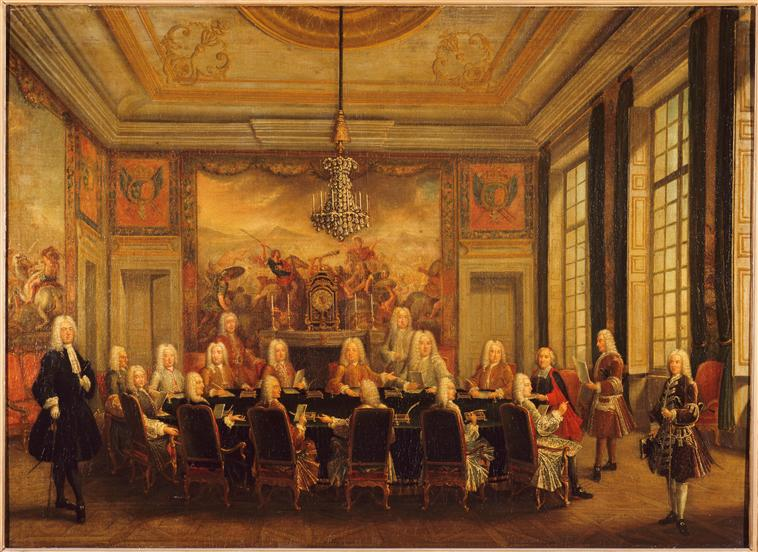
A régenstanács ülése, 1716

### Franciaország régense

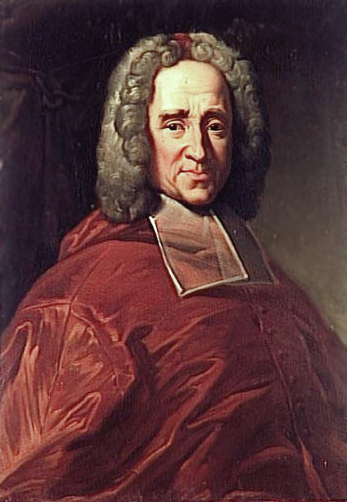
Guillaume Dubois bíboros, külügy- majd főminiszter

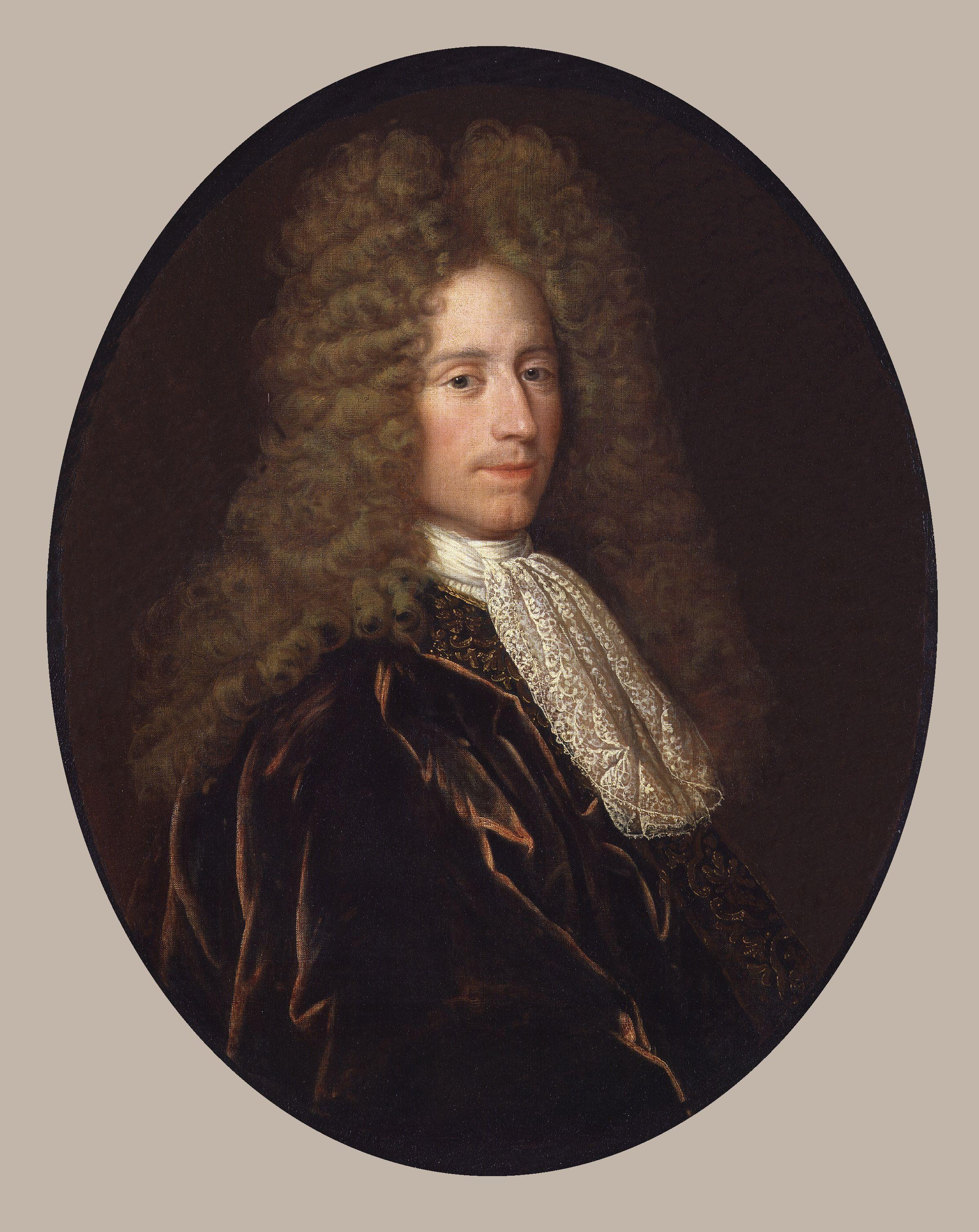
John Law skót bankár

1715-ben XIV. Lajos elhunyt, Orléans-i Fülöp lett Franciaország régense. Első intézkedéseként a párizsi Parlement (azaz bíróság) előtt megtámadta XIV. Lajos végrendeletét. Kiegyezett a parlamenttel: a bíróság elismerte őt korlátlan hatalmú régensnek, aki saját döntése szerint alakíthatja az államtanácsot. Louis Auguste de Bourbontól, Maine hercegétől megvonták a reá ruházott hatáskört, és ismét – immár véglegesen – kizárták a trónöröklésből. A kedvező döntésért cserébe Orléans-i Fülöpnek helyre kellett állítania a párizsi parlament vétójogát (droit de remontrance), amit még XIV. Lajos vont meg tőle. Ez az engedmény már az abszolutizmus meggyengülését jelezte.
Hordereje azonban csak később mutatkozott meg. A következő évtizedekben a párizsi parlament eredményesen dacolhatott a királyi akarattal, az 1786-os nyakláncperben sikeresen meg tudta alázni az uralkodót, XVI. Lajost, és (más tényezőkkel együtt) megágyazott az 1789-es összeomlásnak.
Orléans-i Fülöp nyolc éven át tartó kormányzását a történészek a régensség korszakának (la Régence) nevezik. A szabadkőműves Fülöp gyökeresen változtatott az addigi abszolutista államirányítási stíluson. Orléans hercege bevallottan ateista volt, a szentmisék alatt a Biblia fedőlapjába kötve François Rabelais szatirikus műveit olvasta, a katolikus ünnepnapokon szívesen rendezett kicsapongó orgiákat. A jezsuitákat fokozatosan kiszorította a főhatalomból.
Szakított nagybátyjának hódító hadjárataival, igyekezett megőrizni a békét. Támogatta a janzenistákat, ejtette az addig támogatott Stuart-ház ügyét. Megpróbálta helyreállítani a háborúkban kivérzett állam pénzügyeit. Barátjával, John Law skót közgazdásszal 1716-ban megalapította a Központi Bankot (Banque Générale). Law kereskedelmi társaságokat alapított, fellendítette a tengerentúli kereskedelmet. Bevezetett néhány haladó reformot (belső vámok eltörlése, a parasztok segítése a nagybirtokosokkal szemben, kiterjesztett és igazságosabb jövedelemadók, iparfejlesztés, utak építése). A régens 1720 elején Law-t pénzügyi főbiztossá (contrôleur général des finances), majd pénzügyminiszterré (surintendant général des finances) nevezte ki. A nemesfémhiány miatt Law papírpénzt nyomatott, de ez ellen erős spekuláció indult meg, amely már 1720 márciusában csődhöz vezetett, tömeges zavargások törtek ki, decemberben Law elhagyta az országot,  Velencébe menekült. Az összeomlásban számos kisbefektető és arisztokrata is komoly vagyont veszített, a spekulánsok meggazdagodtak, de paradox módon az államadósságot sikerült csökkenteni.
Fülöp a kormányzatot is igyekezett megreformálni. Míg XIV. Lajos még maga irányította a Királyi Tanácsot, ezzel szemben Fülöp az ún. poliszinódia rendszerét próbálta létrehozni, az arisztokrácia és a szakértők (mai szóval technokraták) bevonásával. Minden állami tanács egy-egy szakterületért volt felelős, így például háború esetén az Állami Haditanács (Conseil d’État à la Guerre) tagjait hívták össze. 
Fülöp régi nevelőjét, Guillaume Dubois abbét államtanácsossá, majd külügyminiszterré nevezte ki. A hataloméhes Dubois hamarosan a Fülöp fejére nőtt, korlátozni igyekezett a poliszinódia működését, saját akarata alá hajtva a különálló tanácsokat.
A reformokat megakasztották a nagyhatalmi konfliktusok. Alig öt évvel a spanyol örökösödési háború lezárása után Spanyolország kitört elszigeteltségéből, V. Fülöp király, Orléans-i Fülöp unokaöccse, kísérletet tett elhunyt nagyapja francia koronájának megszerzésére. Ügynökei titkos összeesküvést szőttek az Orléans-i Fülöppel elégedetlen arisztokratákra támaszkodva. Az őket irányító spanyol nagykövet nevéről Cellamare-összeesküvésnek nevezett szervezkedést Dubois külügyminiszter leleplezte, a résztvevőket száműzték, Cellamare grófot kiutasították, sőt Dubois-nak sikerült megbuktatnia a terv mögött álló Alberoni spanyol minisztert is. V. Fülöp ezután háborút indított a francia koronáért. A régens – szem előtt tartva az utrechti béke tilalmait és saját jól felfogott hatalmi szempontját is – érvényesítette akaratát a parlamenttel szemben (1718 szeptemberében), Dubois közreműködésével szövetséget kötött Franciaország addigi ellenségeivel, Nagy-Britanniával, a Habsburg Birodalommal, a Savoyai Hercegséggel és a Holland Egyesült Tartományokkal (1719 januárjában), és hadba lépett rokona és addigi szövetségese, V. Fülöp ellen. A négyes szövetség háborúja 1718–1720 között zajlott, és Spanyolország vereségével végződött. Az 1720-as hágai békeszerződés biztosította az európai békét. Dél-Franciaországban, Marseille környékén azonban pestisjárvány tört ki, amely egészen 1722 tavaszáig tombolt, és mintegy százezer áldozatot szedett.
A háború után ismét megindult a spanyol–francia közeledés. V. Fülöp spanyol király és Orléans-i Fülöp régens 1721-ben kölcsönös dinasztikus házasságokban egyeztek meg. V. Fülöp király hároméves kislányát, Mária Anna Viktória spanyol infánsnőt (1718–1781) eljegyezték az akkor 11 éves XV. Lajos francia királlyal. Orléans-i Fülöp leányát, a 12 éves Lujza Erzsébet hercegnőt 1722-ben feleségül adta V. Fülöp legidősebb fiához, Lajos infánshoz  (1707–1724), Asztúria hercegéhez, Spanyolország trónörököséhez. Orléans-i Fülöp másik leányát, a hatéves Filippina Erzsébetet eljegyezték V. Fülöp király másik fiával, Fülöp infánssal, a Parmai Hercegség koronájának várományosával. Dubois abbét XIII. Ince pápa 1720-ban bíborossá és Cambrai érsekévé nevezte ki, 1722-ben a régens kinevezte őt főminiszterévé.

### Lemondása, elhunyta
1723. február 15-én a párizsi bíróság kihirdette XV. Lajos király nagykorúságát, Fülöp és a régenstanács tagjai letették tisztségüket. A fiatal király főtanácsadóként továbbra is maga mellett tartotta szeretett nagybátyját. 1723 augusztusában, amikor a Fülöp által kinevezett főminiszter, a befolyásos Dubois bíboros elhunyt, a király magát Fülöpöt nevezte ki új főminiszterré.
Egészsége azonban már megromlott. Agyvérzések érték, és 1723. december 2-án, 49 éves korában Versailles-ban meghalt. Szinte halálának órájában XV. Lajos már kinevezte utódját a főminiszteri tisztségben IV. Louis Henri de Bourbon-Condét, Bourbon hercegét. Orléans-i Fülöp herceget a királyi család temetkezőhelyén, a párizsi Saint-Denis-székesegyházban helyezték végső nyugalomra. Korabeli szokás szerint szívét a párizsi Val-de-Grâce templomában, zsigereit szülővárosának, Saint-Cloudnak templomában helyezték el. (Sírhelyét a francia forradalom idején a többi királysírhoz hasonlóan felforgatták és meggyalázták).

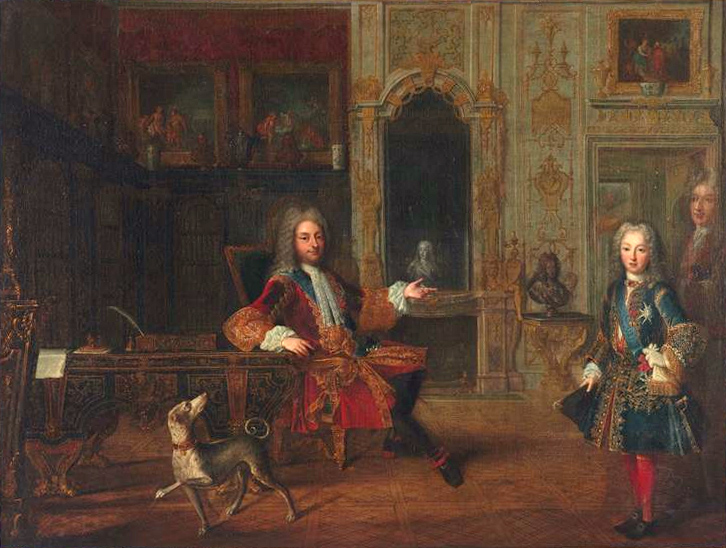
Orléans-i II. Fülöp, Franciaország régense és a gyermek XV. Lajos király

## Személyisége, hatása
Orléans-i Fülöp herceget intelligens, új megoldásokat kereső, erősen liberális szemléletűnek írták le, aki azonban nélkülözte nagybátyjának, XIV. Lajosnak erős akaratát és következetességét. Döntéseit gyakran pillanatnyi érzelmei és a bizalmát élvező tanácsadók irányították. Véleményét gyakran változtatta hangulata szerint. XIV. Lajos alapvetően tekintélyelvű kormányzási stílusát gyökeresen megváltoztatta, teret nyitott a hatalmi érdekcsoportok nyílt egyezkedésének. Megerősítette a parlamenteket (azaz a bíróságokat), ellenezte a cenzúrát. Elrendelte egy sor, XIV. Lajos alatt betiltott könyv újra-kiadását. Bár a Jézus-társaság hevesen ellenezte vidéki egyetemek létrehozását, a régens mégis egyetemeket alapított Caenban, Dijonban és Pau-ban, ezek közül a jezsuiták csak ez utóbbit tudták ellenőrzésük alá vonni. Hercegi könyvtárát megnyitotta a nyilvánosság számára, ez abban a korban példátlan lépés volt. Ez a könyvtár lett a Francia Nemzeti Könyvtár (Bibliothèque nationale de France) alapja.
Rendkívül művelt és képzett ember volt. Maga is fellépett Molière és Racine színműveinek udvari előadásain. Az általa komponált operákat még a halála utáni évtizedekben is rendszeresen játszották. Tehetségesen festett. Támogatta a művészeteket, fejlesztette az iskolarendszert. Eltörölte a párizsi Sorbonne egyetemen szedett tandíjat. Rendkívüli mértékben érdeklődött a tudomány és a technika új vívmányai iránt, rendszeresen értekezett a legnagyobb tudósokkal. Emellett kiváló műértő volt, legendás festménygyűjteményt hagyott hátra. Fülöp régensi működésének éveiben felvirágzott a korai rokokó, Jean-Antoine Watteau ekkor festette legszebb – utolsó – képeit.
Fülöp magánéletét ugyanakkor a féktelen kicsapongás jellemezte. Szabados világnézetével, nyíltan erkölcstelen életmódjával megbotránkoztatta környezetét. Nemcsak saját párizsi palotájában, a Palais-Royalban, hanem még a versailles-i kastély falai között is rendszeres mulatságokat rendezett, amelyek valódi orgiákba torkollottak. Dubois bíboros maga is rendszeres résztvevője volt ezeknek, Fülöpöt az érzéki örömök hajszolására ösztönözte, ezzel saját hatalmát növelte. Fülöp özvegy anyja, Erzsébet Sarolta pfalzi hercegnő levelezésében visszatérően panaszkodott fiának szégyenteljes életmódja miatt.
A liberálisabb közélet segítette a nagypolgári életstílust, a régens példáját követve szaporodtak az irodalmi szalonok. A kiszámíthatatlan Fülöp viszont – ha személyes sértés érte – önkényúrként reagált. Amikor Voltaire megvádolta, hogy saját leányával, Mária Lujza Erzsébettel, Berry hercegének özvegyével vérfertőző viszonyt folytat, Fülöp habozás nélkül a Bastille-ba küldte az írót.
A liberalizált erkölcsök és a kicsapongó, elvhajhász életstílus hatással volt XV. Lajos személyiségének fejlődésére is, aki bálványozta nagy-nagybátyját. Bár a régens kormányzása kulturális fellendülést hozott (amely XV. Lajos uralkodása alatt is folytatódott), de politikailag már az abszolút monarchia válságát, a francia nagyhatalom hanyatlásának kezdetét jelezte. Fülöp halála után Louis IV. de Bourbon, Condé hercege, Montespan márkiné másik unokája lett a főminiszter, aki saját hatalmi szempontjai alapján felbontotta XV. Lajos eljegyzését a spanyol infánsnővel, és Leszczyńska Mária lengyel hercegnőt adta hozzá. A spanyol–francia viszony ismét elmérgesedett, a spanyol udvar is felbontotta Orléans-i Filippina és Fülöp infáns eljegyzését. I. Lajos spanyol király 1724-ben meghalt, Orléans-i Lujza Erzsébet megözvegyült, a spanyolok mindkét hölgyet hazaküldték Párizsba. Orléans-i Fülöp kicsapongásainak hatását az 1726-tól főminiszterré kinevezett Fleury bíboros mértéktartó politizálása sem tudta ellensúlyozni. XV. Lajos távol tartotta magát a felelős kormányzástól, országa – a Habsburg Ausztria szövetségében – belesodródott a lengyel örökösödési háborúba. Fleury halála után, 1743-tól az állam irányítása teljes mértékben a királyi szeretők (Madame de Pompadour, Madame du Barry) bizalmasainak játékszerévé vált.

## Alakja szépirodalomban, játékfilmen
- id. Alexandre Dumas: D’Harmental lovag (Le Chevalier d’Harmental), első kiadás 1842. Magyar kiadás: Christensen és Társa-Gutenberg Könyvkiadó Vállalat (A Cellamare-összeesküvés regényes feldolgozása)
- id. Alexandre Dumas: A régens lánya (Une fille du régent), első kiadás 1845. Magyar kiadás: Palatinus Kiadó, 2009. ISBN 9789632740478
- Bertrand Tavernier francia rendező Kezdődjék hát az ünnep! (Que la fête commence...) című 1975-ös játékfilmjében Fülöp régens herceget Philippe Noiret, Dubois abbét Jean Rochefort játssza.[22][23] 1976-ban a film forgatókönyve César-díjat kapott.[24]